# Бурея (річка)
Бурея (евенк. Ниман-бирра, Нюмень) — річка на Далекому Сході, протікає по території Хабаровського краю та Амурської області Росії. Ліва притока Амуру. Належить до водного басейну Охотського моря.

## Географія

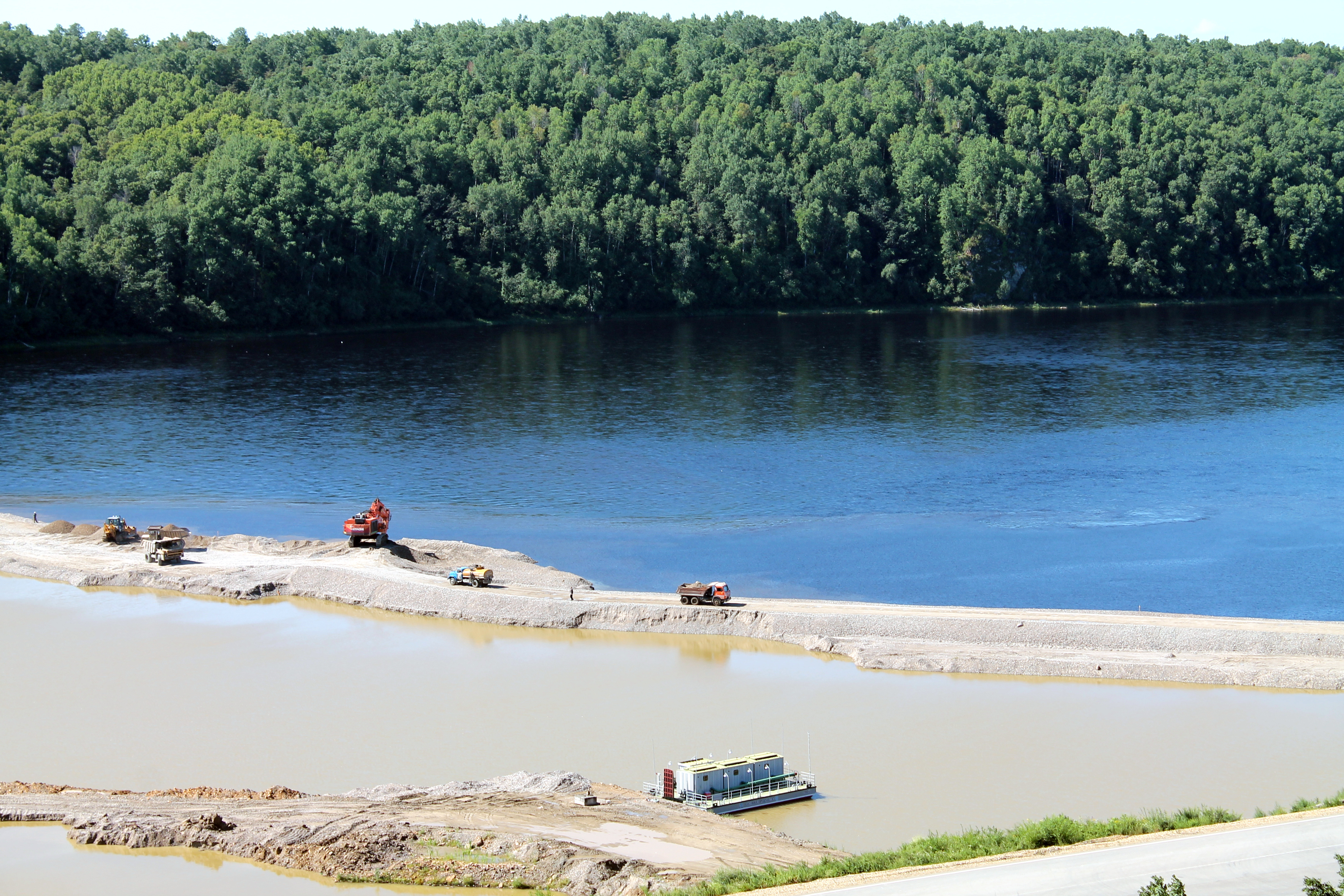
Перемички Нижньобурейської ГЕС

Річка Бурея бере свій початок в Буреїнському хребті, від злиття річок Права та Ліва Бурея. Витік Правої Буреї розташований на південних схилах хребта Езоп (52°25′23″ пн. ш. 134°34′46″ сх. д. / 52.42306° пн. ш. 134.57944° сх. д.), на висоті 1600 м, Лівої — на західних схилах хребта Дусе-Алінь. У верхів'ї — гірська річка, протікає у вузькій долині. Швидкість течії становить 3-4 м/с. Тече в південно-західному напрямку, прорізаючи кілька паралельно розташованих хребтів Турана, після яких (у середній течії і пониззі) виходить на Зейсько-Буреїнську рівнину і двома рукавами, з лівого берега, впадає у річку Амур. Довжина річки 623 кілометрів (від витоку Правої Буреї — 739 км), площа басейну — 70,7 тис. км². Річка судноплавна на ділянці від гирла до с. Чекунда. Пристані: Чекунда, Малинівка, Новобурейське. Крім діючої Бурейської ГЕС, планується будівництво Нижньобурейської ГЕС. У басейні річки — родовища вугілля та залізної руди.

## Історія
Річка Бурея відома була ще в XVII столітті, під час козацьких походів на Амур, під назвою річки Бистрої.

## Гідрологія

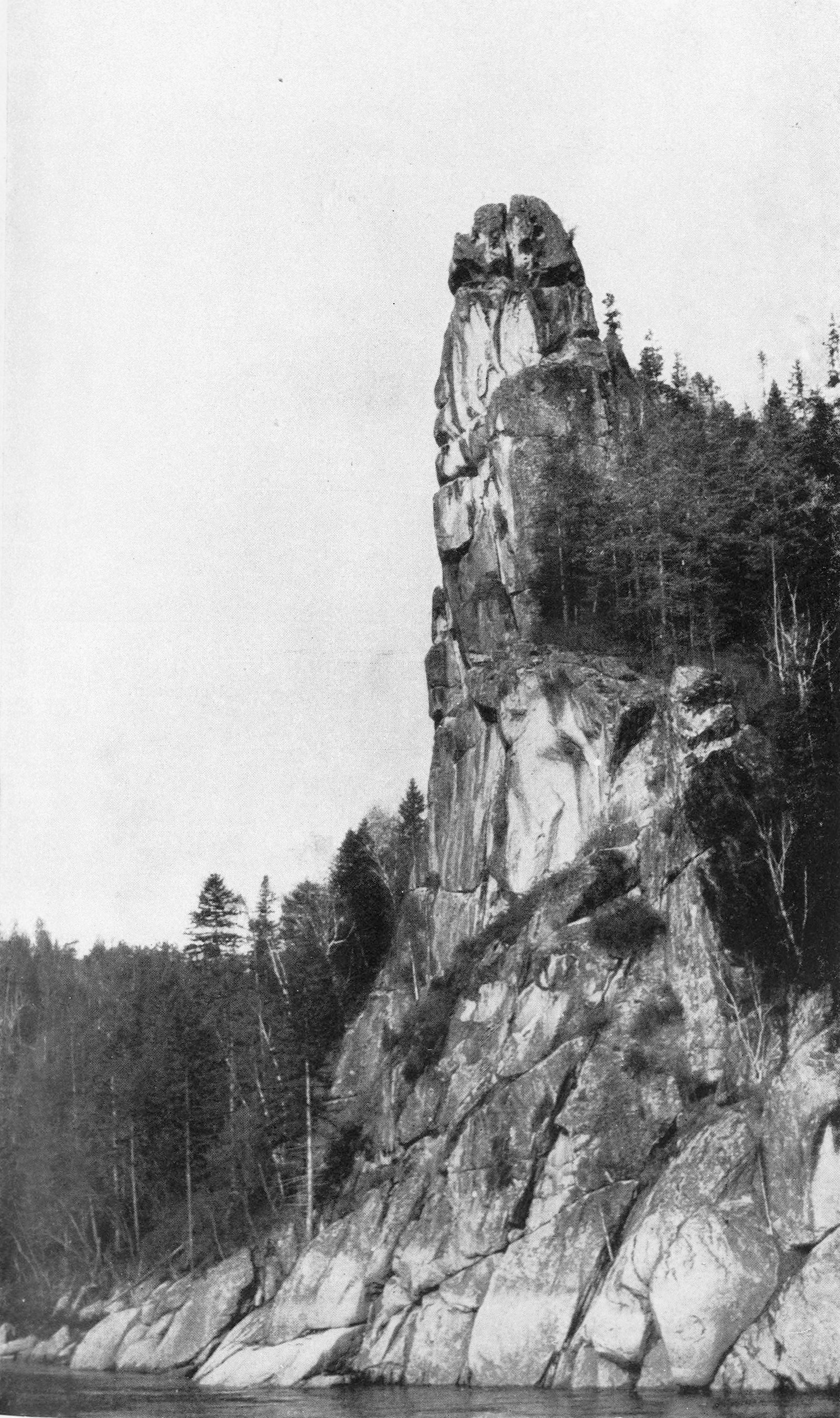
Гірський стрімчак на Буреї, де в 1913 році загинули золотошукачі

Живлення річки переважно дощове. Влітку може бути 5-7 паводків, іноді із підйомом рівня води на 6-10 м. Під час паводку короткочасна витрата води може сягати 18 100 м³/с.
Спостереження за водним режимом річки, яке проводилось протягом 49 років (1936–1985) на станції у селі Кам'янка (Архаринський район, Амурська область, 49°46′ пн. ш. 129°55′ сх. д. / 49.767° пн. ш. 129.917° сх. д.), розташованого за 78 км від гирла, впадіння Буреї в Амур. Середньорічна витрата води яка спостерігалася тут за цей період становила 890 м³/с для водного басейну 67400 км², що становить понад 95 % від загальної площі басейну річки. Величина прямого стоку в цілому по цій частині басейну становила — 417 міліметра на рік.
За період спостереження встановлено, що мінімальний середньомісячний стік становив 10,7 м³/с (у березні), що становить менше 0,5 % від максимального середньомісячного стоку, який відбувається у серпні місяці та становить — 2187 м³/с і вказує на дуже велику амплітуду сезонних коливань.
За період спостереження, абсолютний мінімальний місячний стік (абсолютний мінімум) становив 1,01 м³/с (у березні 1977 року), абсолютний максимальний місячний стік (абсолютний максимум) становив 6460 м³/с (у липні 1972 року).

## Притоки
Річка Бурея приймає близько сотні приток довжиною понад 10 км, з них десять довжиною від 50 км до 100 км, та дев'ять довші за 100 км. Найбільші із них (від витоку до гирла):
| Назва притоки     | Довжина,(км) | Площа водозбірного басейну,(км²) | Відстань від гирла Буреї,(км) | Витрата води,(м³/с) |
| ліві притоки      | ліві притоки | ліві притоки                     | ліві притоки                  | ліві притоки        |
| ----------------- | ------------ | -------------------------------- | ----------------------------- | ------------------- |
| Ліва Бурея        | 98           | 2390                             | 623                           |                     |
| Великий Ерік      | 56           | 558                              | 466                           |                     |
| Малий Ерік        | 55           | 553                              | 441                           |                     |
| Ургал             | 164          | 3510                             | 409                           |                     |
| Дульнікан         | 124          | 2230                             | 392                           |                     |
| Ягдинья (Агдинья) | 83           | 885                              | 369                           |                     |
| Ушмун (Ушман)     | 68           | 528                              | 350                           |                     |
| Талая             | 62           | 828                              | 310                           |                     |
| Тирма             | 334          | 15100                            | 268                           | 195 (12 км)         |
| Обдерган          | 69           | 392                              | 250                           |                     |
| Дікан             | 125          | 841                              | 79                            |                     |
| праві притоки     |              |                                  |                               |                     |
| Права Бурея       | 116          | 1700                             | 623                           |                     |
| Умальта           | 79           | 1360                             | 512                           |                     |
| Німан             | 353          | 16500                            | 458                           | 224 (12 км)         |
| Туюн              | 200          | 3420                             | 366                           |                     |
| Верхній Мельгін   | 127          | 2900                             | 316                           |                     |
| Нижній Мельгін    | 105          | 1730                             | 282                           |                     |
| Мальмальта        | 68           | 666                              | 232                           |                     |
| Чеугда            | 50           | 463                              | 190                           |                     |

## Населенні пункти
На річці розташовані ГЕС, два селище і кілька невеликих сіл (від витоку до гирла): села — Усть-Мальта (нежиле), Шахтинське, Усть-Німан (нежиле), Усть-Ургал, Адникан (нежиле), Чекунда, (Бурейська ГЕС), смт. Талакан, (Нижньобурейська ГЕС), Кам'янка, Ніколаєвка, Новобурейське, Малинівка, Гуліковка, Домікан, Новоспаське, Гумельовка, Усть-Кивда, Казанівка, Свободне, Асташиха, Українка, Сєверне, Скобельцино.